# Neuer Markt 6 (Stralsund)
Das Haus mit der postalischen Adresse Neuer Markt 6 ist ein denkmalgeschütztes Gebäude im Stralsunder Stadtgebiet Altstadt am Neuen Markt.

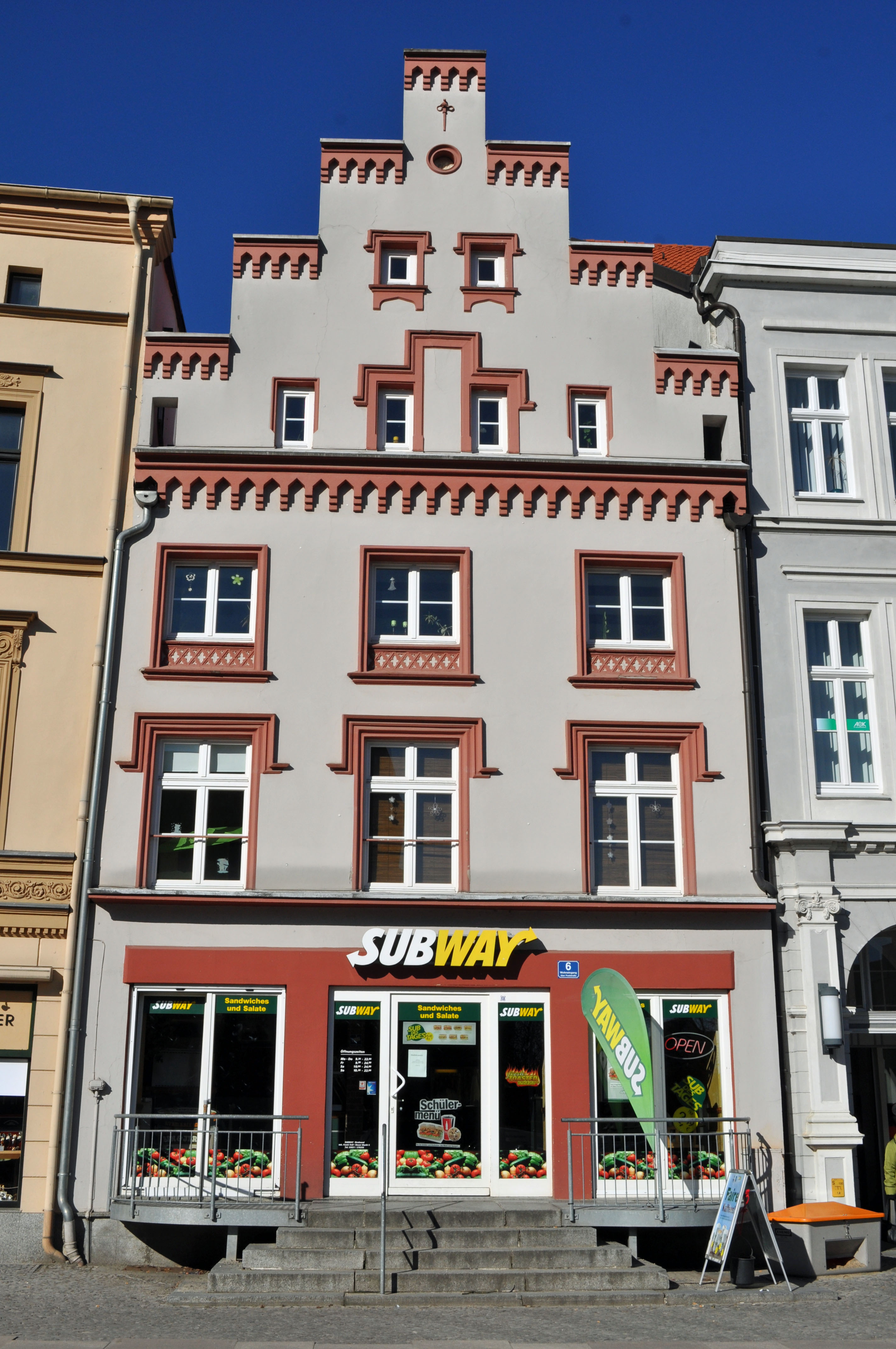
Das Haus Neuer Markt 6 in Stralsund (2012)

Das dreigeschossige und dreiachsige, ursprünglich barocke Giebelhaus wurde im Jahr 1866 neugotisch überformt. Ein Konsolfries ist am Hauptgesims unterhalb des Treppengiebels und an den Giebelstufen angebracht.
Das Haus liegt im Kerngebiet des von der UNESCO als Weltkulturerbe anerkannten Stadtgebietes des Kulturgutes „Historische Altstädte Stralsund und Wismar“. In die Liste der Baudenkmale in Stralsund ist es mit der Nummer 595 eingetragen.